# Romance & Cigarettes
Romance & Cigarettes ist eine US-amerikanische Filmkomödie von John Turturro aus dem Jahr 2005. In den Film wurden mehrere Tanz- und Gesangsszenen eingefügt, in denen bekannte Musikklassiker wie z. B. Delilah von Tom Jones oder A man without love von Engelbert Humperdinck von den Schauspielern dargeboten werden.

## Handlung
Das Ehepaar Nick und Kitty Murder hat zwei Töchter im Teenageralter, Baby und Constance, zudem lebt die „Adoptivtochter“ Rosebud mit im Haus. Als Kitty herausfindet, dass ihr Mann sie mit einer gewissen Tula betrügt, kommt es zu einem Streit, in den auch die Töchter miteinbezogen werden. Kitty weigert sich, jemals wieder mit ihrem Mann zu sprechen. Nick versucht seine Ehe zu retten. Er trifft sich aber weiterhin mit Tula, der zuliebe er sich sogar beschneiden lässt.
Kittys Tochter Baby und ihr Freund Fryburg, ein Junge aus der Nachbarschaft, Sohn einer von Kittys Bekannten, die ebenfalls von ihrem Mann betrogen und verlassen wurde, verloben sich. Als Kitty davon erfährt, verbietet sie ihrer Teenager-Tochter, so jung zu heiraten. Baby hofft nun, wenigstens das Einverständnis ihres Vaters zu erhalten, doch Nick stimmt seiner Frau voll und ganz zu, was Baby die Sprache verschlägt. Bei dem Versuch, ihrem Freund Fryburg zu erklären, dass sie mit der Ehe nun doch noch warten möchte, kommt es zum Streit und zur Trennung der beiden. Nick, der die Auseinandersetzung vom Fenster aus beobachtet hat, erleidet darüber eine Art Darmkolik, weshalb er vom Rettungsdienst ins Krankenhaus gebracht werden muss. Dort besucht ihn seine Mutter, die entsetzt darüber ist, dass Nick wie schon sein Vater und sein Großvater, sich eine Geliebte genommen hat.
Kitty macht sich derweil, begleitet von ihrem Cousin Bo, auf die Suche nach ihrer Konkurrentin Tula. Kitty findet sie schließlich in einem Unterwäscheladen, in dem sie als Verkäuferin arbeitet. Nach einem verbalen Schlagabtausch kommt es zu Handgreiflichkeiten zwischen den beiden Frauen.
Nick hat sich dazu entschlossen, sich von Tula zu trennen und seine Frau zurückzugewinnen. Beim Trennungsgespräch kommt es zum Streit mit Tula, die ernsthafte Gefühle für Nick entwickelt und sich Hoffnungen auf eine gemeinsame Zukunft gemacht hat. Kitty weigert sich noch immer, mit Nick zu reden. Trotzdem leben beide weiterhin im gemeinsamen Haus. So verstreichen Monate. Im Winter kommt es zu einem Streit zwischen Kitty und dem verrückten Freund ihrer Nachbarin, dem Obstverkäufer. Als Nick dazukommt, eskaliert die Situation. Beide Männer wollen sich prügeln. Als sie ihn von der Prügelei abhalten will, spricht Kitty ihren Mann das erste Mal seit der Sache mit Tula an. Nick, darüber hoch erfreut, schlägt sich dennoch mit dem Obstverkäufer. Als Nick am Boden liegt und sein Kopf vom anderen immer wieder auf das Straßenpflaster geschlagen wird, greift Kitty ein und schlägt den Obstverkäufer mit einem ausgerissenen Heckenstrauch ins Gesicht. Anschließend sitzen Nick und Kitty zusammen am Küchentisch und sprechen seit ewiger Zeit wieder miteinander. Wenig später wird bei Nick Lungenkrebs diagnostiziert, an dessen Folgen er wenig später stirbt.

## Kritiken
Ray Bennett schrieb in The Hollywood Reporter vom 7. September 2005, der Film sei „laut und sinnlos krude“. Er lobte die Darstellungen von Christopher Walken, Steve Buscemi und Elaine Stritch.

„Definitiv einen Löwen wünschen wir hingegen John Turturro und seinem wunderbar ausgelassenen Working-Class-Musical ‚Romance & Cigarettes‘. Der mit James Gandolfini, Susan Sarandon, Kate Winslet, Steve Buscemi und Christopher Walken großartig besetzte und gespielte Film erzählt im Grunde die simple Geschichte eines Brückenarbeiters aus Queens, der seine Frau betrügt und kurz davor steht, seine Familie zu verlassen. Was nach dem üblichen betongrauen Mike Leigh-Stoff klingt, explodiert durch extrem schräge Gesangs- und Tanzeinlagen (die Schauspieler bewegen die Lippen synchron zu zahlreichen Gassenhauern aus den 50er und 60er Jahren) zu einer bunten Revue über die Liebe und das Leben,“

## Auszeichnungen
John Turturro war 2005 bei den Internationalen Filmfestspielen von Venedig für den Goldenen Löwen nominiert.

## Produktion und Veröffentlichung
Die Dreharbeiten fanden in New York statt. Die Weltpremiere erfolgte am 6. September 2005 auf den Internationalen Filmfestspielen von Venedig. Am 13. September 2005 wurde der Film auf dem Toronto International Film Festival gezeigt. In den Niederlanden startete der Film im März 2006 in lediglich neun Kinosälen. Am 14. Oktober 2006 wurde der Film auf einem Festival in Wien gezeigt. Am 28. September 2012 erschien eine deutsche DVD & BluRay im Handel.